# شهرستان باربر (آلاباما)
شهرستان باربر، آلاباما (به انگلیسی: Barbour County, Alabama) شهرستانی در ایالات متحده آمریکا است که در آلاباما واقع شده‌است.

## خصوصیات
شهرستان باربر ۲٬۳۴۳٫۹۵ کیلومترمربع مساحت دارد.